# Handbook of the British Flora
Handbook of the British Flora (abreviado Handb. Brit. Fl.) es un libro con ilustraciones y descripciones botánicas que fue escrito por el botánico, pteridólogo y micólogo inglés George Bentham y publicado en el año 1858 con tres ediciones más hasta 1865.